# Metin Altınay
Metin Altınay (* 8. April 1962 in Ankara) ist ein ehemaliger türkischer Fußballspieler und -trainer.

## Karriere

### Verein
Altınay begann mit dem Profifußball 1979 bei Konya İdman Yurdu. Hier spielte er einige Jahre lang und spielte ab 1987 mit Boluspor in der 1. Lig, der höchsten türkischen Spielklasse. 1989 wechselte er innerhalb der Liga zum Aufsteiger Gençlerbirliği Ankara. Hier etablierte er sich schnell innerhalb der Mannschaft und zählte drei Jahre lang zu den Leistungsträgern seiner Mannschaft.
Durch seine Leistungen bei Gençlerbirliği machte er Trabzonspor auf sich aufmerksam, die ihn dann zum Sommer 1992 transferierte. Bei Trabzonspor blieb er nur eine Spielzeit, ohne dabei von Georges Leekens eingesetzt zu werden. So wechselte Altınay im November 1992 zum damaligen Zweitligisten İstanbulspor. Bei diesem Verein hatte sich Anfang der 90er Jahre der Geschäftsmann Cem Uzan als Mäzen in den Verein eingekauft und sich zum Vereinspräsidenten wählen lassen. Durch den Zukauf von gestandenen Erstligaprofis stieg man in der Spielzeit 1991/92 nach neun Jahren wieder in die 2. Lig auf. Nach dem Aufstieg in die 2. Lig investierte Uzan umso mehr in die Mannschaft, konnte aber zwei Spielzeiten lang nichts erreichen. Unter den bisher verpflichteten Spielern befand sich neben Altınay auch solche bekannte Spieler wie Tanju Çolak, Saffet Akyüz, Abdullah Avcı, Feyzullah Küçük und Nail Uğur Timurcioğlu. Zur Spielzeit 1994/95 wurde mit Kadri Aytaç der erfolgreichste Trainer der Zweitligageschichte eingestellt. Zudem wurden in den letzten Jahren mit Altan Aksoy, Fuat Buruk und Hamdi Demirtaş damals aktuelle Stars verpflichtet. Aytaç formte schnell eine konkurrenzfähige Truppe, mit der man sich sofort im oberen Tabellendrittel festsetzte und sich nahezu durchgängig auf einem Aufstiegsplatz befand. Die Saison beendete man hinter Karşıyaka SK als Vizemeister und stieg nach 24-jähriger Abstinenz wieder in die 1. Lig auf.
Nach dem Aufstieg mit Istanbulspor verließ Altınay diesen Klub Richtung Zweitligist Şanlıurfaspor. Für Urfaspor spielte er noch eine Saison und beendete dann seine Spielerlaufbahn.

### Nationalmannschaft
Altınay absolvierte 1979 ein Spiel für die türkische U-18-Nationalmannschaft.

## Trainerkarriere
Altınay übernahm als erste Trainertätigkeit im Februar 2001 den stark abstiegsbedrohten Viertligisten Afyonspor. Nachdem er dem Verein am letzten Spieltag den Klassenerhalt gesichert hatte, verlängerte der Verein Altınays Vertrag um ein weiteres Jahr. 2003 verließ er Afyonspor und arbeitete als Co-Trainer bei den Vereinen Akhisar Belediyespor und Güngören Belediyespor.
Für die Spielzeit 2007/08 übernahm er beim Viertligisten Yalovaspor das Amt des Cheftrainers, verließ den Verein aber bereits nach drei Spieltage.
Im April 2009 arbeitete er erneut bei Güngören Belediyespor als Co-Trainer. Da der Cheftrainer Turhan Özyazanlar wenige Tage nach Altınays Amtsantritt zurücktrat, betreute Altınay den Verein bis zum Saisonende interimsweise. Er verpasste mit seinem Verein den Klassenerhalt in der TFF 1. Lig. Nach dem Abstieg beförderte die Vereinsführung Altınay regulär zum Cheftrainer. Mit seiner Mannschaft wurde er zum Saisonende Meister der TFF 2. Lig und stieg in die TFF 1. Lig auf. Altınay betreute Güngören Belediyespor noch eine Saison in der 2. Liga als Cheftrainer und trennte sich anschließend von seiner Stellung.
Nachdem Altınay zwischenzeitlich Anadolu Selçukluspor und Aydınspor 1923 betreut hatte, übernahm er im Frühjahr 2013 ein drittes Mal Güngören Belediyespor, welches sich in der Zwischenzeit in Istanbul Güngörenspor umbenannt hatte.

## Erfolge

### Als Spieler
Mit Istanbulspor
- Vizemeister der TFF 1. Lig und Aufstieg in die Süper Lig: 1994/95

### Als Trainer
Mit Güngören Belediyespor
- Meister der TFF 2. Lig und Aufstieg in die TFF 1. Lig: 2009/10